# 1772 w literaturze
Wydarzenia literackie w 1772 roku.

## Nowe książki
- Moses Browne - The Excellency of the Knowledge of Jesus Christ
- José Cadalso - Los eruditos a la violeta
- William Chambers - A Dissertation on Oriental Gardening
- Junius (prawdopodobnie Philip Francis - Junius: Stat Nominis Umbra
- Francis Grose - The Antiquities of England and Wales
- Richard Hurd - An Introduction to the Study of Prophecies...
- Carsten Niebuhr - Beschreibung von Arabien
- Joseph Priestley - The History and Present State of Discoveries Relating to Vision, Light, and Colours
- Catherine Talbot - Essays on Various Subjects